# Rínia
Rínia (grec: Ρήνεια) o Renea (grec antic: Ῥήνεια, Rḗneia, o bé Ῥηναῖα, Rēnaia) és una illa grega deshabitada del grup de les Cíclades, situada a l'oest de Delos. Està conformada per dues grans penínsules unides per un istme molt estret, cada una amb una elevació màxima de 136 m, i en total té una superfície de 14 km². Administrativament, depèn del municipi de Míconos, juntament amb Delos.
A l'antiguitat, Renea era una illa habitada, i els seus habitants estaven constituïts en una polis el centre urbà de la qual era situat a la part nord-occidental, a Agia Triada, on les excavacions han revelat l'existència d'un temple dedicat a Hèracles. Tot i així, tenia poca força i poca importància política, i no tenia cap port per atracar els vaixells; Renea va estar ocasionalment sota influència de Delos, de major importància política i religiosa tot i ser força més petita, i la part sud de l'illa era controlada directament pels ciutadans de Delos.
El paper religiós que tenia Delos va condicionar també la realitat política de Renea; així Polícrates de Samos va consagrar Renea a Apol·lo en motiu de les Dèlies i la va unir amb una cadena a Delos, i el 426 aC, quan els atenesos varen purificar Delos i prohibiren que hi morís i nasqués ningú, es varen traslladar totes les tombes de Delos a Renea, i a partir de llavors totes les dones que donaven a llum havien de ser traslladades temporalment a Renea.
Amb els segles, l'illa es despoblà, i al segle xvii solament era explotada com a lloc de pastura pels ramats dels pastors de Míconos, que sovint patien incursions dels pirates de la zona. Al segle xx, fins als anys vuitanta, l'illa va estar habitada per diverses famílies que vivien en cases disseminades per tota l'illa, sense cap nucli urbà. Actualment, l'illa roman deshabitada, per bé moltes cases no estan totalment abandonades. També es conserven les diverses esglésies: Sant Nicolau, al nord; Santa Ciríaca, al sud del port; la Santíssima Trinitat, vora la ciutat antiga; Sant Jordi, al sud de Sant Nicolau.